# أندريا مانشيني
أندريا مانشيني (بالإيطالية: Andrea Mancini)‏ (13 أغسطس 1992 بجنوة في إيطاليا - ) هو لاعب كرة قدم إيطالي في مركز الهجوم. لعب مع أولدهام أثلتيك ودي.سي. يونايتد وريال بلد الوليد ب ومانشستر سيتي ونادي بودابست هونفيد وAlma Juventus Fano 1906 ‏ وNew York Cosmos (2010) ‏ وزومباثلي هالاداس ‏.

## وصلات خارجية
- أندريا مانشيني على موقع الدوري الأمريكي (الإنجليزية)
- أندريا مانشيني على موقع قاعدة بيانات كرة القدم.إي يو (الإنجليزية)
- أندريا مانشيني على موقع Soccerbase.com (لاعب) (الإنجليزية)
- أندريا مانشيني على موقع Soccerway.com (الإنجليزية)
- أندريا مانشيني على موقع عالم كرة القدم.نت (الإنجليزية)